# St. Nikolai (Pritzwalk)

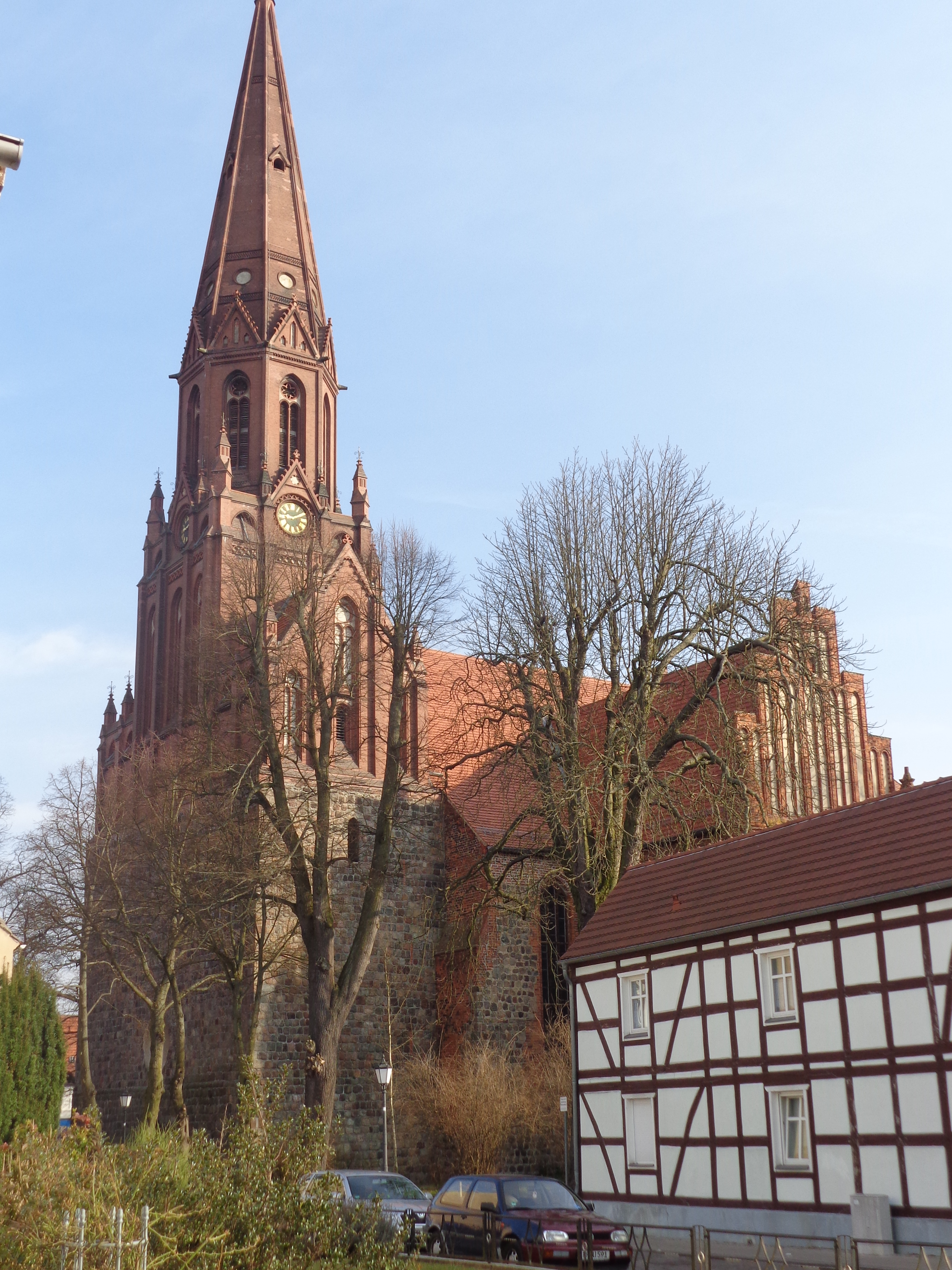
Pfarrkirche St. Nikolai

Die evangelische Stadtkirche St. Marien und St. Nikolai in Pritzwalk im gleichnamigen Pfarrsprengel gehört zur Gesamtkirchengemeinde Region Pritzwalk im Kirchenkreis Prignitz der Evangelischen Kirche Berlin-Brandenburg-schlesische Oberlausitz. Die vielfach beschädigte und renovierte Kirche geht in wesentlichen Teilen auf einen spätgotischen Umbau zur Hallenkirche zurück.

## Baugeschichte

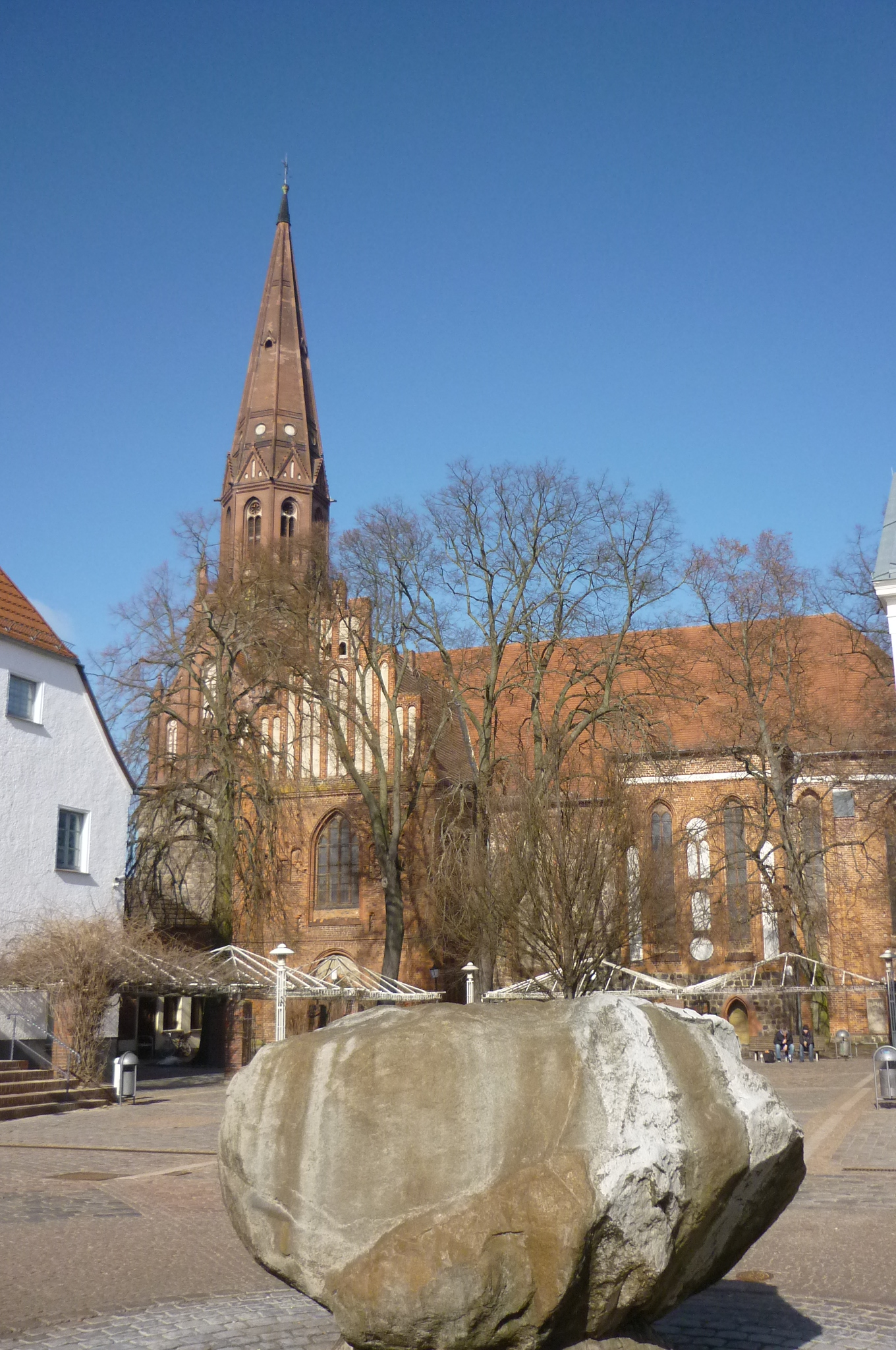
St. Nikolai von Süden

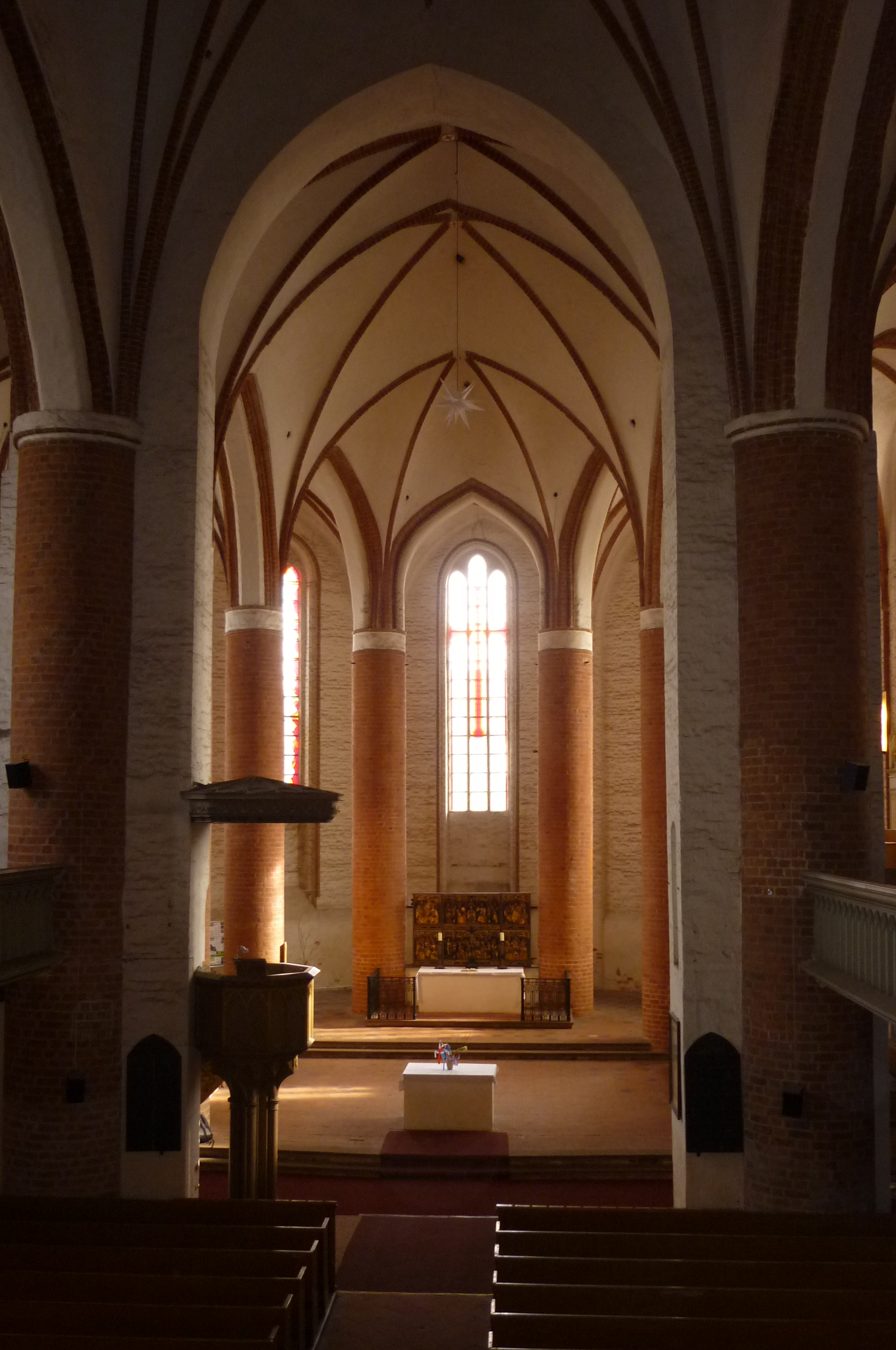
Langhaus

In die Jahre um 1256, als Pritzwalk Stadtrechte erhielt, fällt wohl auch die Gründung des Vorgängerbaus der heutigen Kirche. Die Hauptkirche der Stadt erhielt das Patrozinium des heiligen Nikolaus und bis zur Reformation auch das der Gottesmutter Maria. Von diesem Ursprungsbau sind im heutigen Bestand deutlich erkennbare Teile erhalten. 
Es werden folgende sechs Bauperioden unterschieden:
- 1250 bis ca. 1260

Baubeginn als kreuzförmige, flachgedeckte Feldsteinbasilika mit einem kurzen Langhausschiff und westlichem Querturm. Aus dieser Zeit ist an der Westseite das massive Mauerwerk des Querturmes aus sorgfältig gesetzten Feldsteinen erhalten. Es enthält Merkmale der Spätromanik sowie den Charakter einer Schutz- und Wehrkirche.
- 2. Hälfte des 13. Jahrhunderts

Das westlichste Joch (erster Gewölbeabschnitt des Langschiffes) wurde bis zur Breite des Querschiffes (zweiter Gewölbeabschnitt) vergrößert.
- Um 1310

Der Chorraum mit Apsis wurde umgebaut und es erfolgte der Anbau einer Nord- und einer Südkapelle
- Ab ca. 1425

Die Seitenschiffe wurden bis auf die heutige Traufhöhe in gotischer Bauform errichtet, genau wie die Absis im heutigen Grundriss. Eine flache Holzdecke, die alle drei Schiffe überdeckt, wurde eingebaut. Die Weihe des Hochaltars erfolgte 1441 durch den Bischof von Havelberg, Konrad von Lintorff.
- Nach 1441

Mit dem Bau der Wölbung der drei Schiffe mit Strebepfeilern erhielt die Kirche ihre heutige Bauform als dreischiffige Hallenkirche.
- Ab ca. 1449

Gegen Ende des 15. Jahrhunderts wurde im Süden eine zweigeschossige Kapelle angefügt, nämlich die heutige Taufkapelle, und darüber der „Rittersaal“.
1539 erreichte die lutherische Reformation auch Pritzwalk und seine Stadtkirche. Nach einem Stadtbrand 1821 waren Reparaturen nötig und vor allem ab 1880/82 erfolgten gravierende Renovierungen und die Aufmauerung des Turms über dem älteren Unterbau. Die neugotischen Backsteinformen wurden nach Plänen des Berliner Architekten Friedrich Adler ausgeführt.
Der Turm wurde im Zweiten Weltkrieg beschädigt. In den 1970er Jahren mussten defekte filigrane Schmuckelemente wie Fialen, Attikabögen und Gesimse umfangreich abgebrochen werden. 1999/2000 erfolgte die Rekonstruktion des Turmes nach den alten Plänen. Die Sanierung umfasste die Wiederherstellung fehlender Mauerwerkselemente, die Fassadensanierung einschließlich des Feldsteinsockels, die Neugestaltung der Turmentwässerung, die Neueindeckung der Turmquerhäuser, die Sanierung von Fenstern und der Holz-Treppenanlage.

## Baugestalt
Stadtbildprägend ist der 72 m hohe, bis in die Spitze aus gebrannten Ziegel- und Formsteinen gemauerte neugotische Turm.
Sein Unterbau mit dem gestuften Westportal, dem Rundfenster darüber und Partien der Langhausmauern sowie Teile des ehemaligen Querschiffes gehören zum frühgotischen Bau des 13. Jahrhunderts, erkennbar am sauber gequadertem, regelmäßig geschichteten Feldsteinmauerwerk.
In ihrer heutigen Erscheinungsform ist die Pfarrkirche St. Nikolai eine spätgotische Hallenkirche mit drei gleich hohen Schiffen, polygonalem Umgangschor im Osten und dem Turm im Westen. An der südlichen Langhausseite befindet sich eine zweigeschossige Kapelle (Taufkapelle im unteren Geschoss) aus der zweiten Hälfte des 15. Jahrhunderts. Von den zwei zweigeschossigen Kapellen beiderseits des Langchors ist die südliche außen reich gegliedert.
Inneres: Die Gewölbe des dreijochigen Langhauses werden von gemauerten Rundpfeilern aus heute unverputztem Backstein getragen, die ganz ähnlich auch den Chor vom Chorumgang trennen und dort mit Inschriften versehen sind. Die Strebepfeiler des Langhauses sind nach innen gezogen. Drei- oder vierbahnige Lanzettfenster ohne Maßwerk belichten Chor und Langhaus. Chor und Seitenschiffe sind überspannt von gebusten Kreuzrippengewölben, während das Mittelschiff, die Südkapelle (Taufkapelle) sowie die Turmhalle Sterngewölbe tragen.

## Ausstattung

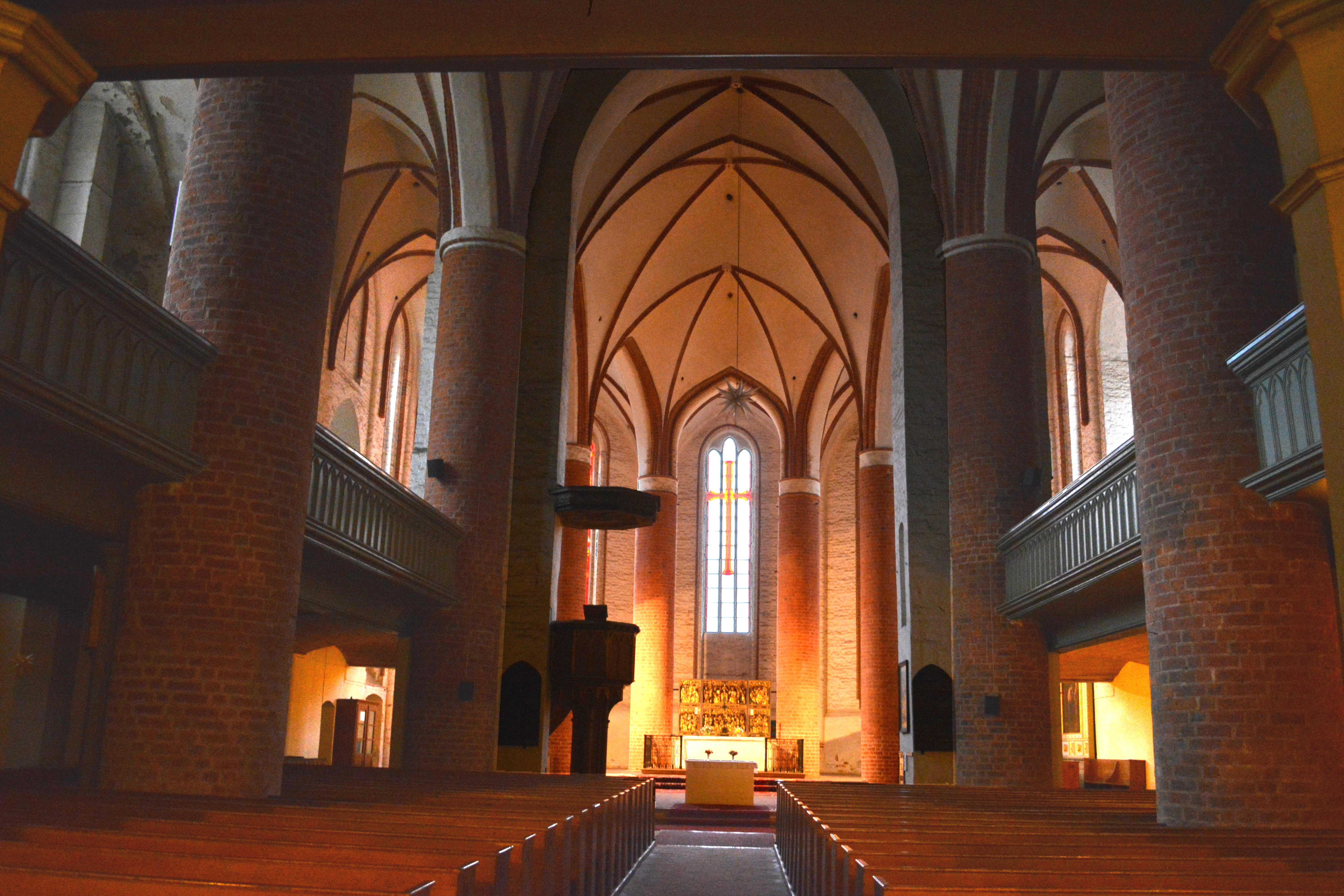
Schiff zum Chor

Bedeutendstes Ausstattungsstück ist der spätgotische Flügelaltar mit seinen sechs figurenreichen Feldern. Sie zeigen in der Mitte die Heilige Sippe also die Verwandtschaft Mariens mit ihrer Mutter Anna als Zentralfigur. Die Heiligen Georg und Christophorus begleiten die Gruppe. Im Feld darüber flankieren Andreas und Johannes der Täufer die Marienkrönung. Auf den Flügeln wird oben eine Anna-selbdritt-Gruppe durch Emerentia, der Mutter Annas zur „Anna selbviert“ erweitert, gegenüber der Tod der Hl. Anna dargestellt. Im unteren Register finden die Verlobung Marias  und eine weitere Sippendarstellung Platz. Das um 1470/80 geschnitzte Werk stammt aus der 5 km östlich von Pritzwalk gelegenen ehemaligen Wallfahrtskirche Alt Krüssow (Leihgabe seit 1976).
Die Altargarnitur ist Berliner Eisenkunstguß nach Entwürfen von Karl Friedrich Schinkel. Die sonstige Innenausstattung der Kirche ist aus neugotischer Zeit (um 1882).
In der Taufkapelle – als Winterkirche genutzt – zeigt ein Glaskunstfenster (Entwurf: Ilse Fischer, 1953; Ausführung: Katharina Peschel, Berlin-Mahlsdorf) den gekreuzigten Christus, seine Mutter Maria und der Jünger Johannes. Ein bemerkenswertes Detail der mittelalterlichen Bauausstattung der Taufkapelle sind die figürlichen glasierten Eckkonsolen, die das Sterngewölbe tragen. Es sind groteske Wesen mit langen Ohren und herausgesteckten Zungen gezeigt. Ganz ähnliche Konsolen besitzt die Nordkapelle der Wallfahrtskirche Alt Krüssow, die ebenfalls im frühen 16. Jahrhundert entstanden ist und eine ähnliche Giebelgestaltung aufweist.

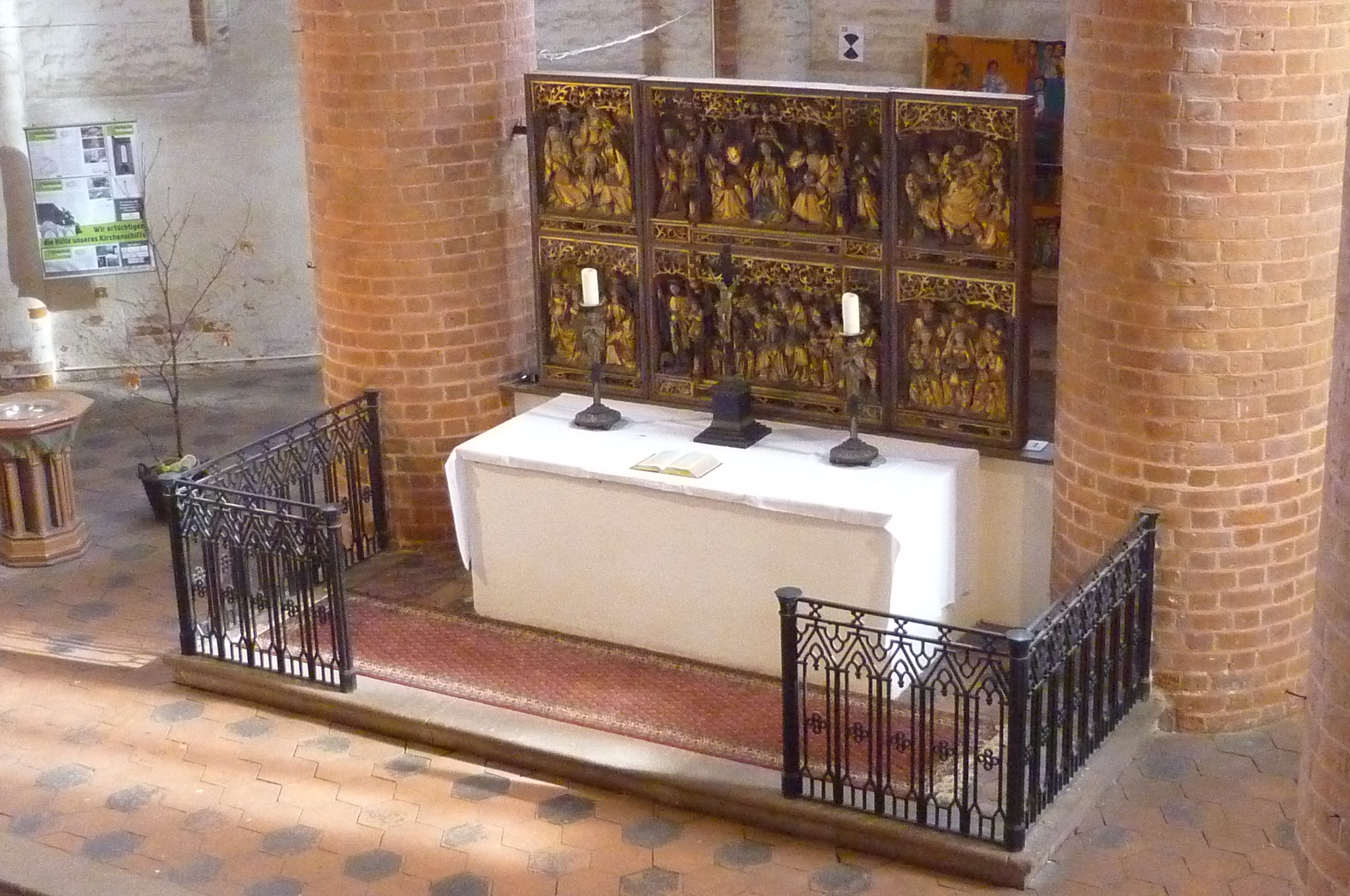
Altar
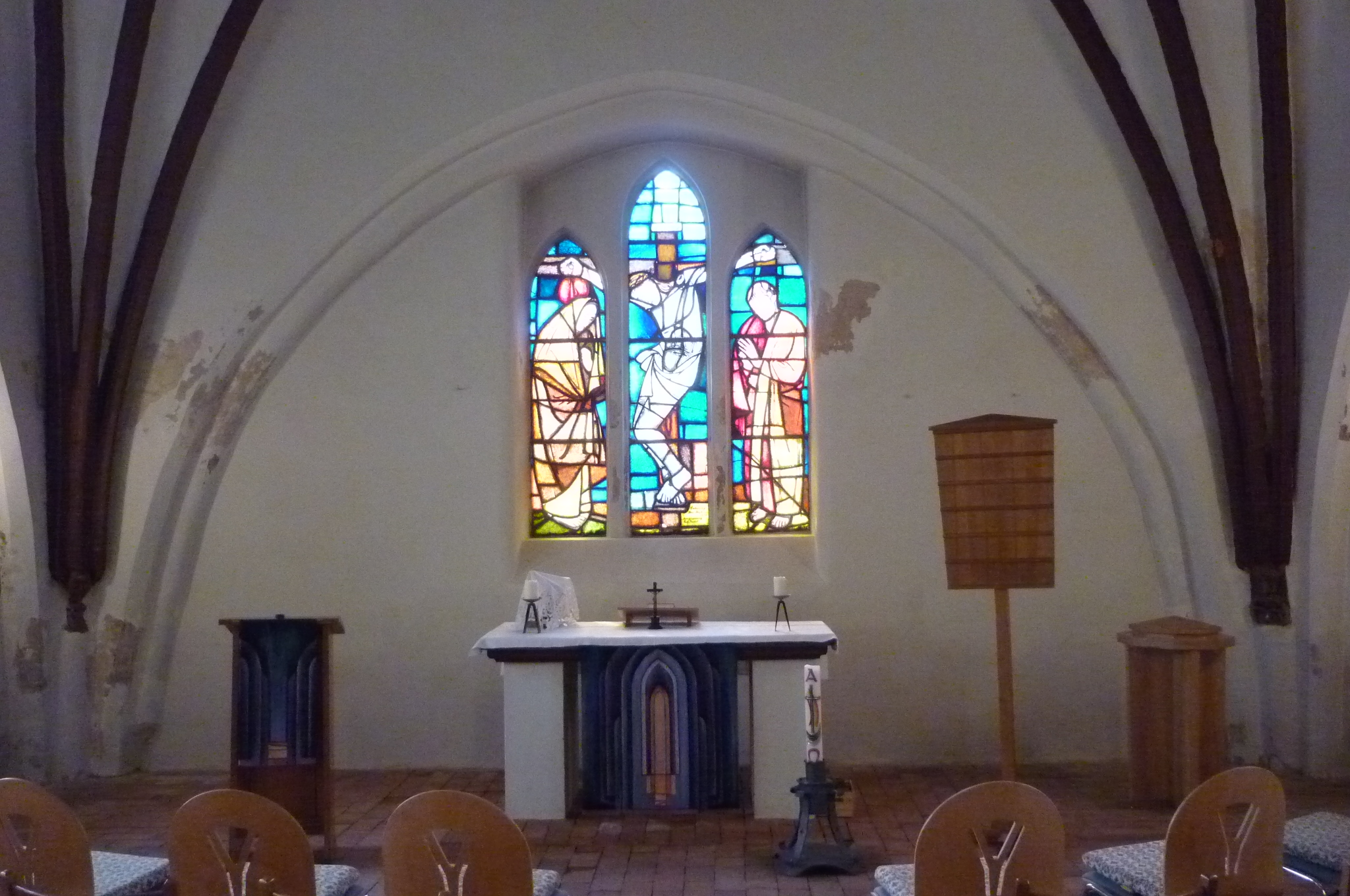
Taufkapelle (Winterkirche)
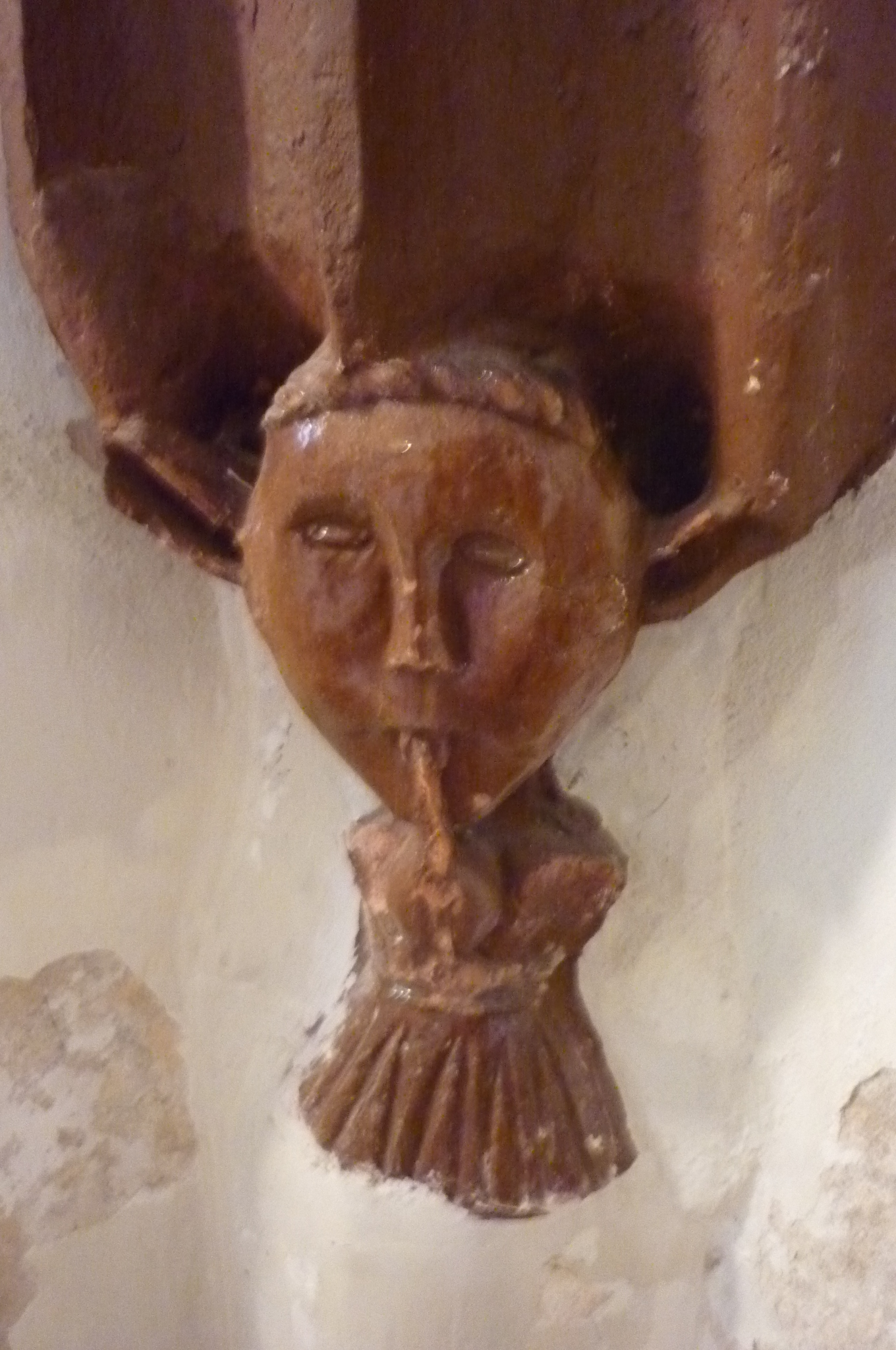
Figürliche Konsole in der Taufkapelle
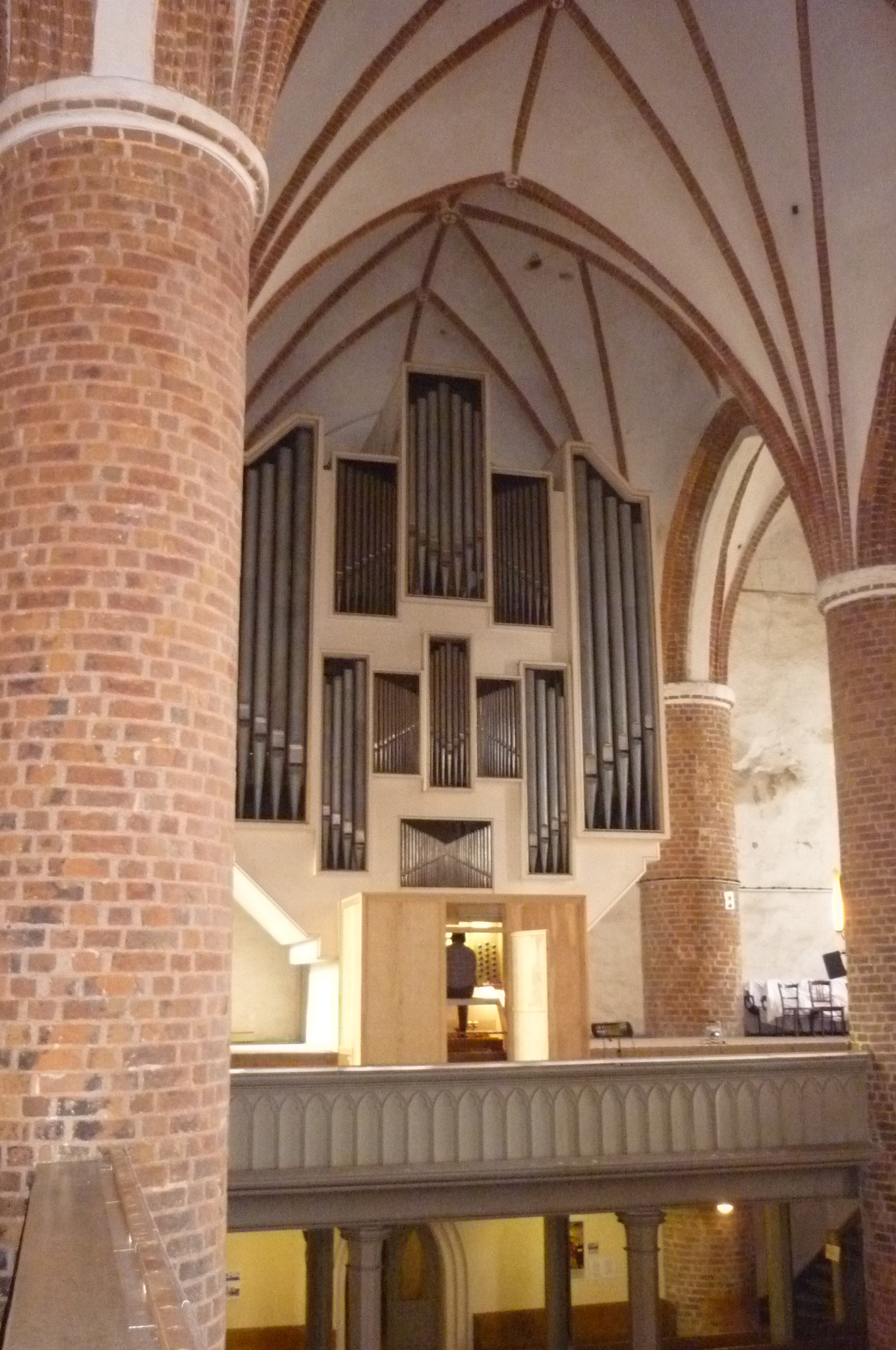
Schuke-Orgel
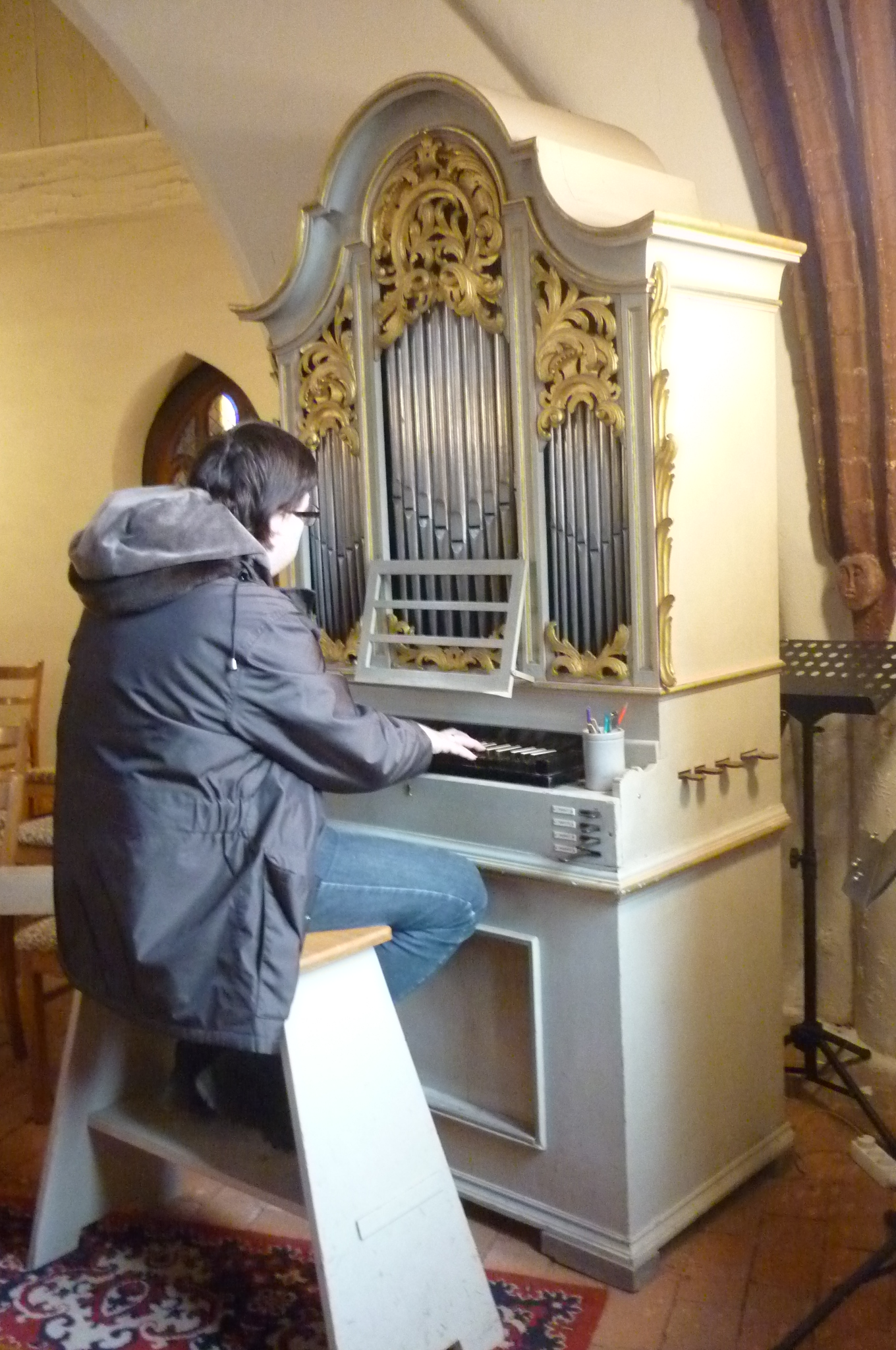
Zuberbier-Orgel

## Orgel
Die Kirche erhielt ihre erste Orgel im Jahr 1475. Im Jahr 1833 folgte eine Orgel von Johann Friedrich Turley mit zwei Manualen, Pedal und 29 Registern. 1923 erweiterte Alexander Schuke das Instrument auf drei Manuale mit 34 Registern (Ausbau auf 42 Register vorbereitet). Im Zweiten Weltkrieg wurde diese Orgel zerstört.
Die heutige Orgel wurde 1956/58 durch die Firma Schuke (Potsdam) gefertigt. Es war der erste große Orgelneubau dieser Orgelbaufirma nach dem Zweiten Weltkrieg. Das Schleifladen-Instrument hat 2.664 Pfeifen auf drei Manualen und Pedal. Das Instrument hat folgende Disposition:
| I Unterwerk     |    |  |
| Gedackt         | 8′ |  |
| Principal       | 4′ |  |
| Nachthorn       | 4′ |  |
| Waldflöte       | 2′ |  |
| Sifflöte        | 1′ |  |
| Sesquialtera II |    |  |
| Scharff III–V   |    |  |
| Glöckenton III  |    |  |
| Krummhorn       | 8′ |  |
| Tremulant       |    |  |

| II Hauptwerk C-g3 |       |  |
| Quintadena        | 16′   |  |
| Principal         | 8′    |  |
| Spillpfeife       | 8′    |  |
| Oktave            | 4′    |  |
| Spitzflöte        | 4′    |  |
| Nassat            | 2 ⁄3′ |  |
| Oktave            | 2′    |  |
| Mixtur IV         |       |  |
| Scharf III        |       |  |
| Trompete          | 8′    |  |

| III Brustwerk C–g3 |       |  |
| Holzgedackt        | 8′    |  |
| Rohrflöte          | 4′    |  |
| Principal          | 2′    |  |
| Quinte             | 1 ⁄3′ |  |
| Cymbel III         |       |  |
| Regal              | 8′    |  |
| Tremulant          |       |  |

| Pedal C–f1      |     |  |
| Principal       | 16′ |  |
| Subbass         | 16′ |  |
| Oktave          | 8′  |  |
| Bassflöte       | 8′  |  |
| Oktave          | 4′  |  |
| Bauernflöte     | 2′  |  |
| Mixtur VI       |     |  |
| Bassaliquote IV |     |  |
| Posaune         | 16′ |  |
| Trompete        | 8′  |  |

- Koppeln: I/II, III/II, I/P, II/P., III/P.

In der Taufkapelle befindet sich eine einmanualige Zuberbier-Orgel mit 294 Pfeifen und folgender Disposition:
| Manual     |    |  |
| Gedackt    | 8′ |  |
| Flöte      | 4′ |  |
| Principal  | 2′ |  |
| Scharf III |    |  |

Diese kleine Orgel wurde von Johann Friedrich Leberecht Zuberbier im Jahre 1784 gebaut. Die Orgel in der Taufkapelle wird während der kalten Jahreszeit für Gottesdienste und im ganzen Jahr für kammermusikalische Veranstaltungen genutzt.